# Parafia św. Mikołaja Cudotwórcy w Zielonej Górze
Parafia św. Mikołaja – parafia prawosławna w Zielonej Górze, w dekanacie Zielona Góra diecezji wrocławsko-szczecińskiej.
Na terenie parafii funkcjonuje 1 cerkiew:
- cerkiew św. Mikołaja w Zielonej Górze – parafialna

## Historia
Parafia powstała 8 września 1948. Od początku użytkuje dawny ewangelicki kościół z 1927, dostosowany do potrzeb liturgii prawosławnej i konsekrowany 5 czerwca 1949 jako cerkiew św. Mikołaja.
W 2013 parafia liczyła około 70 osób. Od 2010 trwa generalny remont (połączony z całkowitą przebudową) cerkwi parafialnej.

## Wykaz proboszczów
- 7.04.1948 – 1972 – ks. Mikołaj Proniński
- 1972–1974 – ks. Mikołaj Poleszczuk
- 28.02.1975 – 8.04.1975 – hieromnich Alipiusz (Antoni Kołodko)
- 8.04.1975 – 16.11.1989 – ks. Piotr Marczak
- 16.11.1989 – 14.03.2006 – ks. Antoni Habura
- od 1.06.2006 – ks. Andrzej Dudra